# Maximilian của Leuchtenberg
Maximilian Joseph Eugene Auguste Napoléon de Beauharnais, Công tước thứ 3 xứ Leuchtenberg, Thân vương xứ Romanowsky (02 tháng 10 năm 1817 - 01 tháng 11 năm 1852) là chồng của Mariya Nikolayevna của Nga và là em họ đầu tiên của Hoàng đế Napoléon III của Pháp và Francis Joseph I của Áo. Ông là cháu nội của Alexandre de Beauharnais và Hoàng hậu Josephine, người vợ đầu tiên của Hoàng đế Napoléon I.
Ông là con trai út của Phó vương Ý Eugène de Beauharnais và mẹ là Auguste của Bayern, con gái lớn của Maximilian I, vua của Vương quốc Bayern. Xếp trên ông còn có 6 anh chị em, và phần lớn họ đều được gả vào các hoàng tộc hiển hách của châu Âu đương thời như Vương tộc Hohenzollern của Vương quốc Phổ, Vương tộc Bernadotte của Thuỵ Điển, Vương tộc Braganza của Vương quốc Bồ Đào Nha và Đế quốc Brasil, riêng bản thân Maximilian thì trở thành rể của Vương tộc Romanov của Đế quốc Nga.